# رابطة الملكة لويز

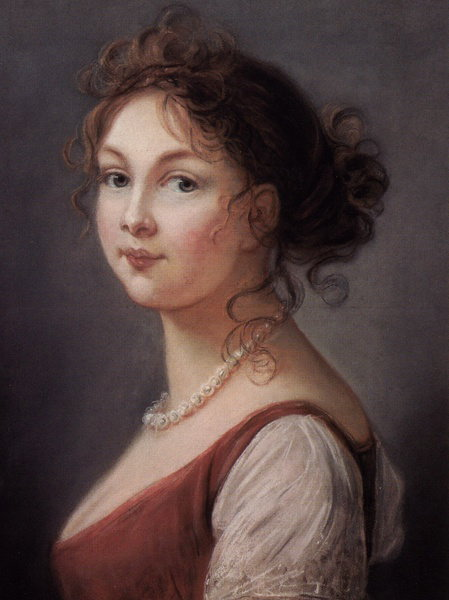
لويزه، ملكة بروسيا (1776 - 1810)

رابطة الملكة لويز، والتي تُختصر في كثير من الأحيان إلى رابطة لويز هي منظمة نسائية ألمانية مؤيدة للنظام الملكي. تأسست في عام 1923 خلال فترة جمهورية فايمار واستمرت حتى السنوات الأولى للرايخ الثالث. استُلهمت هذه المنظمة من شخصية ملكة البيرة بروسيا لويزه مكلنبورغ-ستريليتس، التي قدسها العديد من الألمان في ذلك الوقت. أسست رابطة لويز أيضًا فرعًا للأطفال يُعرف باسم دائرة الأطفال.
كانت رابطة الملكة لويز منظمة ذات صبغة عرقية مبنية حول تبجيل الملكة البروسية السابقة كنموذج تحتذى به كل النساء الألمانيات في فضائلها النسائية، وتصميمها وحبها لبلدها، وكذلك لجمالها وحقيقة أن نابليون (نابليون الأول)، الذي يُصور على أنه «عدو كل شيء ألماني»، يكرهها. تم تقسيم المثل العليا في الرابطة إلى كتيب يدعى أبجديات العمل غير المتمرس، والذي كان على كل عضو معرفته عن ظهر قلب. كانت هذه الرابطة مثل العديد من الحركات القومية الناشئة في ذلك الوقت منظمة للغاية، مع وجود فروع محلية في جميع أنحاء ألمانيا.

## تاريخ الرابطة
كانت رابطة الملكة لويز قريبة جدُا من الأحزاب الألمانية اليمينية المتطرفة في ذلك الوقت، مثل حزب الشعب الوطني الألماني (DNVP) وأيضًا منظمة ستالهيلم شبه العسكرية منذ إنشائها. تنتمي العديد من زوجات أعضاء منظمة ستالهيلم إلى رابطة الملكة لويز وكانوا، مثل أزواجهم، يعارضون الديمقراطية بشدة ويؤيدون إعادة تسلح الرايخ الثالث.
بعد أن استلم أدولف هتلر مقاليد الحكم، كانت رابطة الملكة لويز قد رُحب بها في البداية من قبل الحزب النازي كحليف. كانت هناك روابط قوية بين الحركتين بسبب إيديولوجيتهم المحافظة الشديدة للغاية والقومية الألمانية الصلبة. قام أعضاء العصبة المشاركة بنشاط في المسيرات والمناسبات التي نظمها النازيون حتى قبل انضمامهم إلى الحملات الانتخابية إلى جانب «القبعات البنية» ل «ألمانيا الكبرى» ذات الحدود الموسعة و «التحرر من ثقل تعويضات الحرب العالمية الأولى». كما دعت رابطة الملكة لويز أيضًا بجانب الرايخ إلى عودة المستعمرات الألمانية السابقة.
وعلى الرغم من تقارب الرابطة الأيديولوجي مع معظم المثل العليا الوطنية للرايخ الثالث، إلا أن حكومة الملكة النازية حلّت رابطة الملكة لويز في عام 1934. كان السبب هو الفرق في الممارسات المحلية، سواء كان ذلك فيجاو أو على المستوى الوطني، والذي لم يتطابق مع تلك التي تمنتها القيادة النازية للبلاد بعد انحلال الرابطة، اندمج عضائها وإداراتها في الفروع المقابلة للنساء والأطفال في الحزب النازي، مثل رابطة المرأة النازية، وعصبة الفتيات الألمانيات وقسم الأطفال في الرابطة الوطنية للاشتراكيين برابطة المرأة النازية.